# Look, Up in the Sky: The Amazing Story of Superman
Look, Up in the Sky: The Amazing Story of Superman es un documental de los productores ejecutivos Bryan Singer y Kevin Burns, que detalla la historia de la franquicia de Superman, desde los cómic, a la televisión y el cine. La historia de Superman es contada a través de imágenes de archivo, así como entrevistas con muchos de los actores, directores y productores que trabajaron en Superman en los medios a través de los años. Los créditos de cierre incluyen bloopers de la película Superman con Christopher Reeve, e incluye una toma de Marlon Brando en la que improvisa recitando un poema en una escena suprimida de la versión original de Superman II .
El documental fue lanzado en DVD el 20 de junio de 2006, poco antes de la versión de cine de Superman Returns. Una versión corta del documental se mostró en A&E Network en junio de 2006.

## Colaboraciones
Look, Up in the Sky muestra entrevistas a las siguientes personalidades.
Los directamente relacionados con Superman:
- Dean Cain (Clark Kent - Superman, Lois y Clark: Las nuevas aventuras de Superman)
- Gerard Christopher (Clark Kent/ Superboy, Superboy)
- Jackie Cooper (Superman: La Película)
- Richard Donner (Superman: La Película)
- Alfred Gough y Miles Millar (ejecutivo de los productores y creadores de Smallville)
- Margot Kidder (Superman: La Película)
- Bill Mumy (Tommy Puck, Superboy)
- Annette O'Toole (Lana Lang, Superman III; Martha Kent, Smallville)
- Brandon Routh (Clark Kent - Superman, Superman Returns)
- Ilya Salkind (Superman: La Película, Superman II, Superman III)
- Bryan Singer (Director de Superman Returns )
- Lesley Ann Warren (Lois Lane)

Los que no están directamente relacionados con Superman:
- Mark Hamill (hizo la voz de The Joker en encarnaciones animadas. Conocido por su papel de Luke Skywalker en la famosa trilogía de Star Wars, y es un fanático de los cómic)
- Stan Lee (Marvel Comics creador de supehéroes)
- Gene Simmons (músico y dibujante , fan de cómics)
- Adam West (Bruce Wayne - Batman, Batman (serie de TV))
- Kevin Spacey (quien también interpretó a Lex Luthor en Superman Returns ) narra el documental. Mumy y Hamill se acreditan también como consultores en el documental.